# Grądy (powiat warszawski zachodni)
Grądy – wieś w województwie mazowieckim, w powiecie warszawskim zachodnim, w gminie Leszno. Leży na południowym skraju Puszczy Kampinoskiej, 1,5 km na zachód od Leszna, przy drodze wojewódzkiej nr 580. Ma status sołectwa
W skład sołectwa Grądy wchodzi także wieś Grądki.

## Historia
Wieś szlachecka położona była w drugiej połowie XVI wieku w powiecie sochaczewskim ziemi sochaczewskiej województwa rawskiego.
Rodzinny majątek Szymanowskich herbu Ślepowron (Korwin). 
Po upadku Powstania Kościuszkowskiego, do 1806 gospodarzył tu Józef Szymanowski (urodzony w 1779 w niedalekich Kaskach koło Niepokalanowa), oficer armii Księstwa Warszawskiego, generał z okresu Powstania Listopadowego, odznaczony za lata 1815-1820 Krzyżem Virtuti Militari. Zmarł 15 stycznia 1867 z dala od Ojczyzny, w Rzymie, we Włoszech. Ciało jego spoczywa w krypcie bazyliki Santa Maria sopra Minerva.
W latach 1975–1998 miejscowość należała administracyjnie do województwa warszawskiego.